# ルイ・ブーランジェ
ルイ・ブーランジェ（Louis Boulanger、1806年3月11日 - 1867年3月5日 ）はフランスの画家、版画家、挿絵画家である。ロマン主義の芸術家のなかで活動した。

## 略歴
イタリア北部のヴェルチェッリで生まれた。1821年にパリのエコール・デ・ボザールに入学し、ギヨーム・ギヨン＝ルティエールの教室で学んだ。1825年頃、ローマ賞に応募するが受賞できなかった。この頃、作家のヴィクトル・ユーゴーや画家のアシル・ドヴェリアといったロマン主義の芸術家と知り合い、彼らとの友人関係は生涯続くことになった。ユーゴーの文学作品の登場人物や場面はブーランジェの絵画の題材となった。
1827年のサロン・ド・パリに出展した、17世紀のウクライナの軍人イヴァン・マゼーパを描いた作品が高い評価を得た 。文学者の肖像画でも評価の高い作品を残し、版画家としては多くの文学作品を題材に多くの版画を制作した。
1860年にディジョンの国立高等美術学校(École nationale supérieure d'art de Dijon)の校長に就任した。ディジョン美術館の館長も務めた。

## 作品

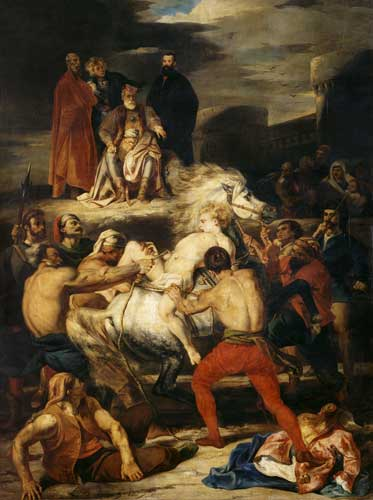
マゼーパの試練 (1827)
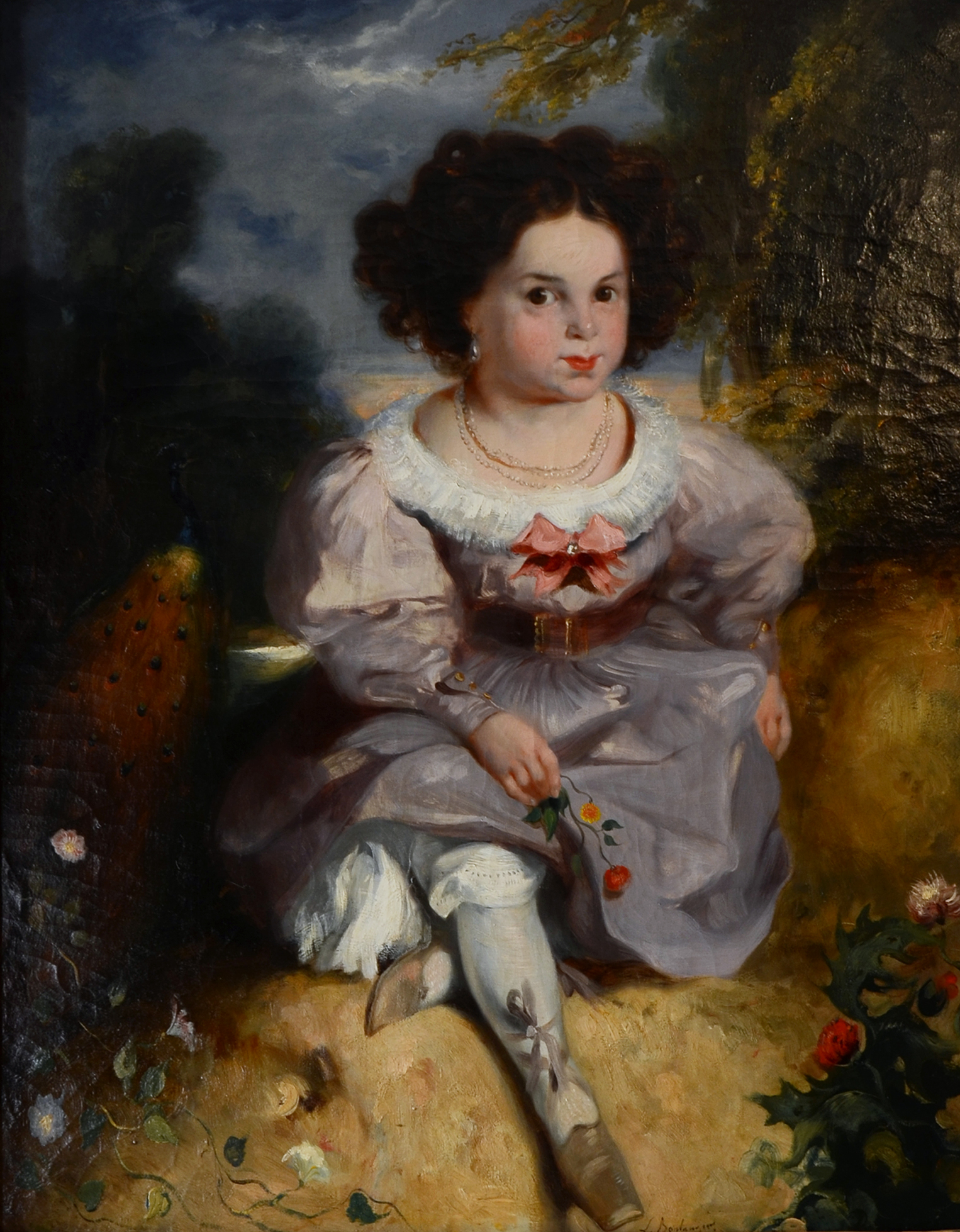
ユーゴーの娘
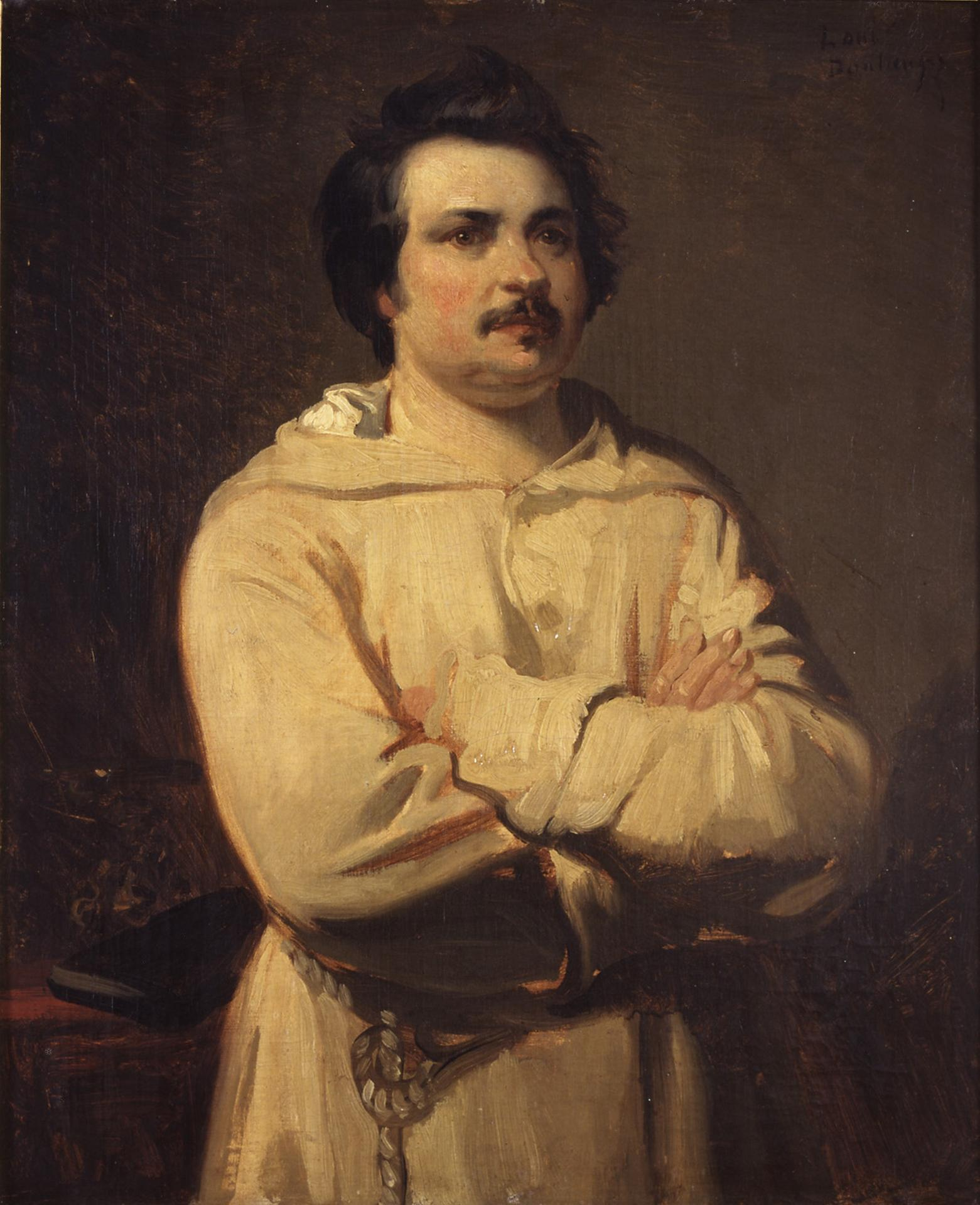
オノレ・ド・バルザック
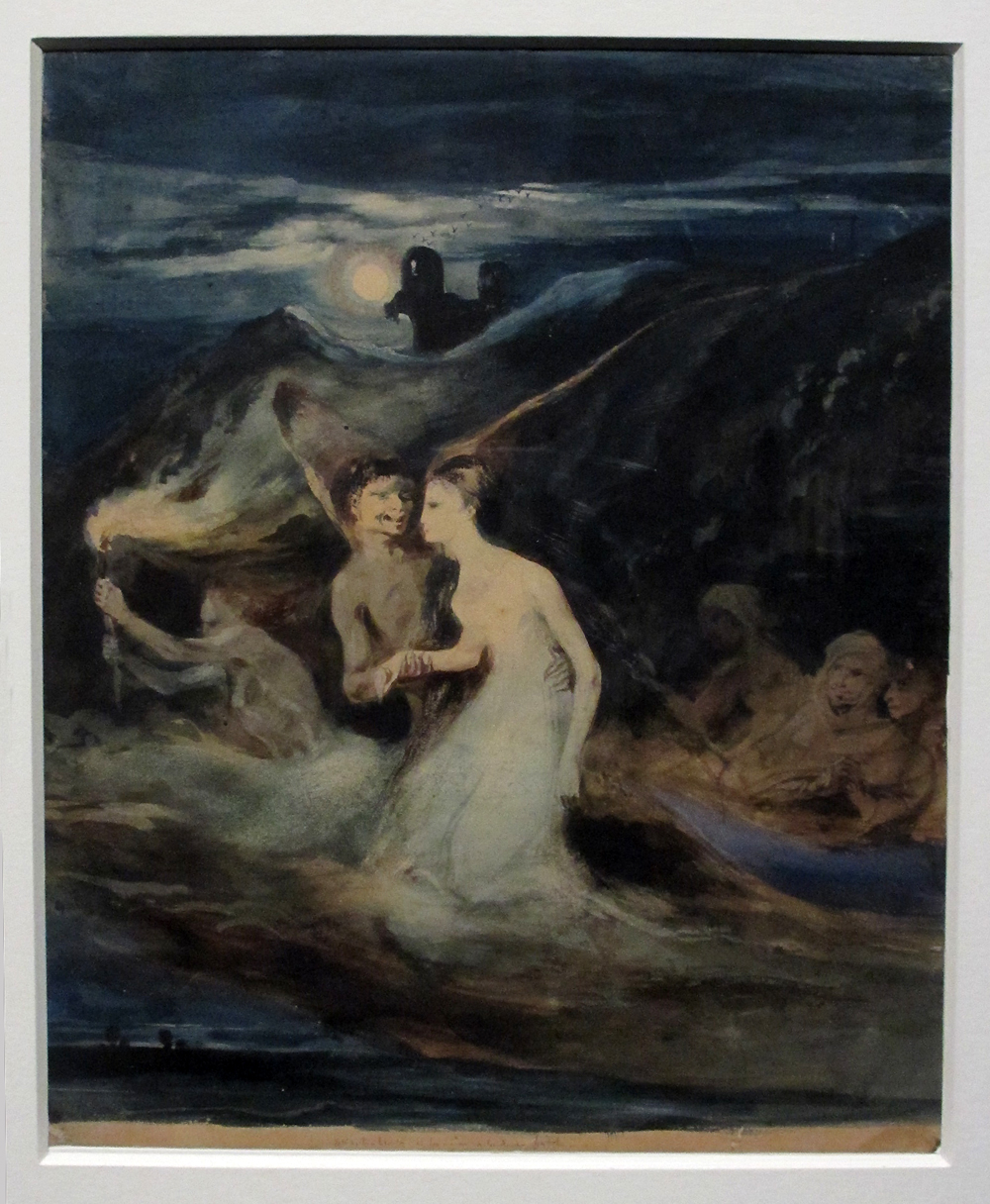
幽霊

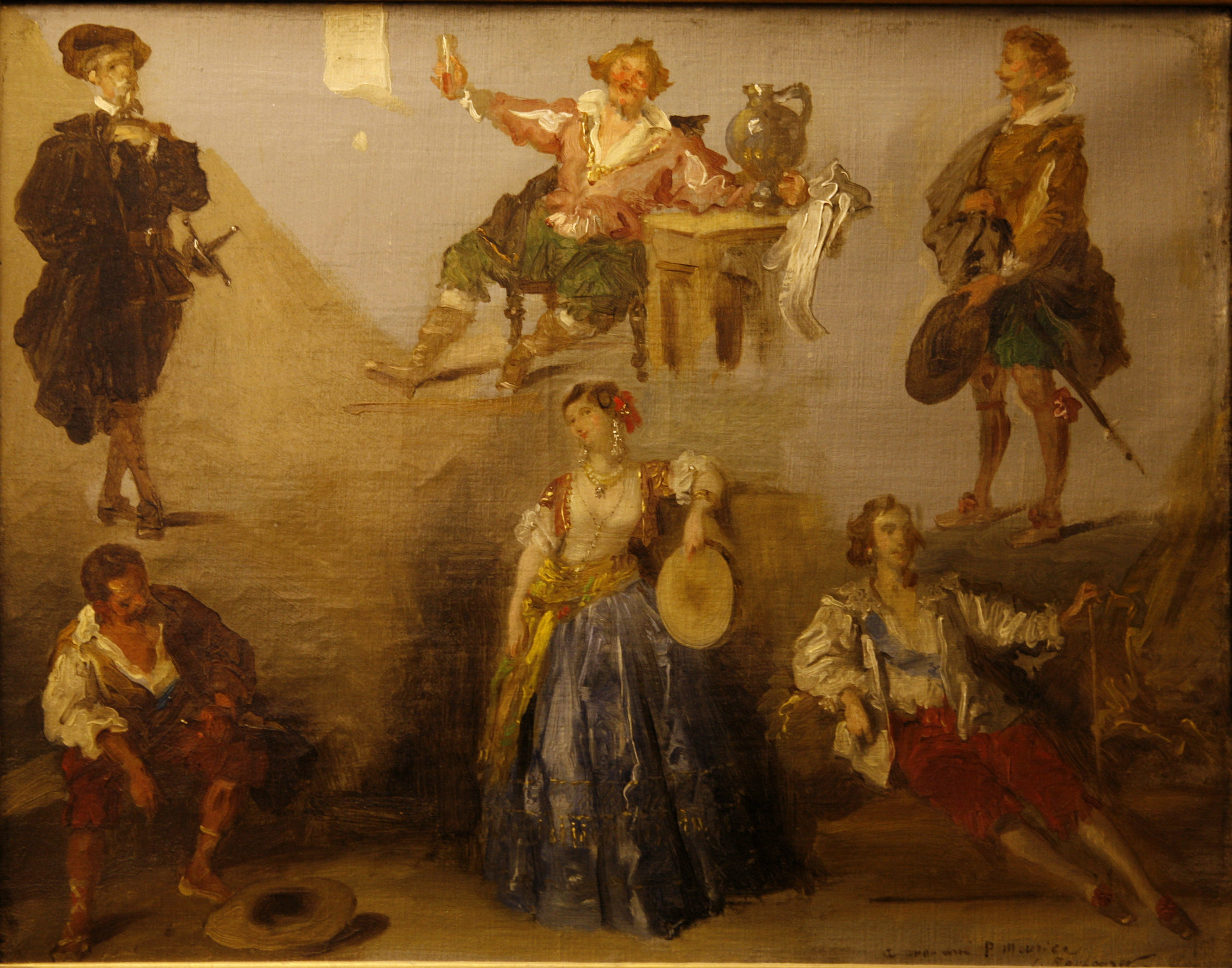
ユーゴーの登場人物
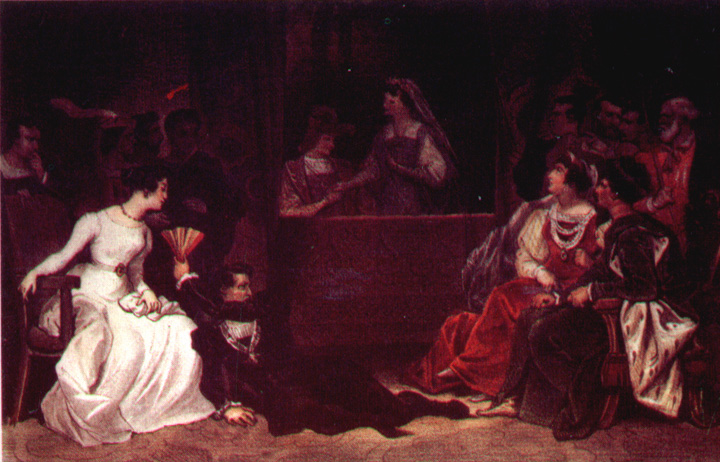
「ハムレット」の場面
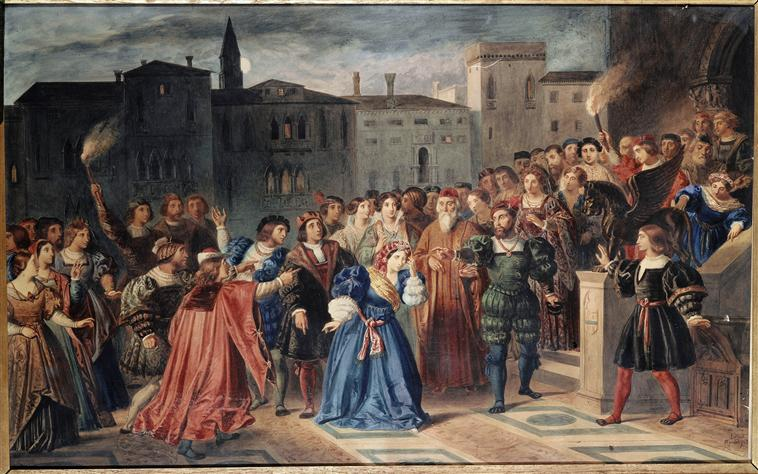
ユーゴーの『リュクレス・ボルジャ』の場面